# Komitat Alsó-Fehér
Komitat Alsó-Fehér (węg. Alsó-Fehér vármegye, łac. comitatus Albensis) – dawny komitat we wschodniej części Królestwa Węgier, w Siedmiogrodzie.
Komitat Alsó-Fehér leżał w środkowej części Siedmiogrodu. Został utworzony w 1765 ze zlikwidowanego komitatu Fehér, w 1876 zmieniono granice komitatu. Siedzibą władz komitatu było miasto Nagyenyed. W okresie przed I wojną światową komitat dzielił się na osiem powiatów i cztery miasta.
Po traktacie w Trianon komitat znalazł się w granicach Rumunii.
| Powiaty (járás)                             | Powiaty (járás) |
| Powiat                                      | Siedziba władz  |
| ------------------------------------------- | --------------- |
| Alvinc                                      | Alvinc          |
| Balázsfalva                                 | Balázsfalva     |
| Kisenyed                                    | Vízakna         |
| Magyarigen                                  | Magyarigen      |
| Marosújvár                                  | Marosújvár      |
| Nagyenyed                                   | Nagyenyed       |
| Tövis                                       | Tövis           |
| Verespatak                                  | Verespatak      |
| Miasta komitackie (rendezett tanácsú város) |                 |
| Abrudbánya                                  |                 |
| Gyulafehérvár                               |                 |
| Nagyenyed                                   |                 |
| Vízakna                                     |                 |